# Наближення у середньому
Наближення у середньому — це наближення заданої та інтегровної на відрізку {\displaystyle [a,\ b]} функції {\displaystyle f(t)} функцією {\displaystyle \varphi (t)}, коли за міру похибки прийнято величину
{\displaystyle \mu (f,\varphi )=\int _{a}^{b}\left|f(t)-\varphi (t)\right|dt.}

У більш загальному випадку, коли
{\displaystyle \mu (f,\varphi )=\int _{a}^{b}\left|f(t)-\varphi (t)\right|^{q}d\sigma (t)\ \ (q>0),}
де {\displaystyle \sigma (t)} — неспадна на {\displaystyle [a,\ b]} відмінна від константи функція, говорять про серодньостепеневе наближення з показником {\displaystyle q} відносно розподілу {\displaystyle d\sigma (t)}.
Якщо {\displaystyle \sigma (t)} абсолютно неперервна та {\displaystyle p(t)=\sigma '(t)}, отримують серодньостепеневе.наближення з вагою {\displaystyle p(t)},
якщо ж {\displaystyle \sigma (t)} — кусково-постійна функция зі скачками {\displaystyle c_{k}} у точках {\displaystyle t_{k}} з {\displaystyle [a,\ b]}, то приходять до зваженого серодньостепеневого наближення в системі точок {\displaystyle \{t_{k}\}} з мірою похибки
{\displaystyle \mu (f,\varphi )=\sum _{k}c_{k}|f(t_{k})-\varphi (t_{k})|^{q}.}
Ці поняття природним чином узагальнюються на випадок функцій багатьох змінних та функцій на многовидах.